# 剣桃太郎 (ラッパー)
剣 桃太郎（つるぎ ももたろう、本名：山田純史、1978年 - ）は、東京都世田谷区下馬出身のヒップホップMCである。妄走族のメンバー。

## 略歴
- 1978年、東京都世田谷区下馬で生まれる。
- 1998年、地元・三軒茶屋を中心に活動していた暴走族"三軒茶屋愚連隊"出身メンバーで構成されたハードコアラップグループ「妄走族」結成。デビューする前までは、「カチコミ」と称して渋谷近辺で催されている有名ラッパーが集うイベントに無断で乗り込み、マイクジャックを繰り返しては自分達の存在をアピールしていた。
- 2007年、メンバーのソロ活動が活発化し、一足遅くソロデビュー。1stアルバム『Xカリバー』リリース。
- 2008年、7月に2ndアルバム『斬』リリース。それに続けて翌月8月にmixCD「残-ZAN-mixed by DJ REO」発売。翌9月にコンピレーションアルバム『初代 流星會』をリリース。同年、渋谷vuenosのレギュラーイベント「ろくでなし」のレギュラー参加。詳細はディスコグラフィを参照。

## 人物
妄走族時代から多くのDisを行っているが、中でもK DUB SHINEを執拗に批判している。彼の異名でもある「渋谷のドン」をもじって「渋谷のガン」と発言したり「汚いおっさん」と呼んでいる。（ただしK DUB SHINEとは2008年に和解）ちなみにK DUB SHINEに対するDisソングである「汚いおっさん」には石原慎太郎を批判している歌詞も含まれている。また、1stアルバム『Xカリバー』の「Special fuck you」という欄では、K DUB SHINEの他にRHYMESTER（"RHYMSTAR"とスペルは間違えている）、KREVAの名前も入っている。大麻を溺愛しており楽曲「大麻合掌」では大麻を強く肯定している。
映画『スカーフェイス』のアルパチーノ演じるトニーモンタナに憧れを抱いている。

## ディスコグラフィ

### シングル
- バビロン（2001年3月23日）
- GUERILLA（2004年5月26日）

### 配信限定シングル
| 発売日         | タイトル                                          |
| -------------- | ------------------------------------------------- |
| 2022年12月11日 | 贖罪                                              |
| 2022年12月18日 | ストリートの掟                                    |
| 2022年12月29日 | 時限爆弾                                          |
| 2023年7月6日   | PAIN PEOPLE (feat. NIPPS, 秋田犬どぶ六 & BOY-KEN) |

### アルバム
- In Junction（1999年8月21日）「smorgas vs 妄走族」名義
- 君臨（2000年2月15日）
- GRAND CHAMPION（2001年7月11日）
- PROJECT妄（2003年3月26日）
- 進攻作戦（2004年7月21日）

- 『第一愚連隊編』「流星會」鯉心銀二 名義(2008年9月10日)
- 『残-ZAN-mixed by DJ REO』 (2010年8月25日)

### LP
- 大麻合掌
- シューティングゲーム／サバイバルゲーム（2000年10月25日）
- NO.1（2000年11月22日）
- 族中法度（2000年12月20日）
- GRAND CHAMPION（2001年7月27日）
- BAD BOY BLUES(remix)（2001年11月21日）
- Project 妄（2003年4月5日）

### その他の参加作品
- MICROPHONE PAGER「MICROPHONE PAGER」

HARDCORE feat.TWIGY/HIDADDY/剣桃太郎/SHINGO★西成
- LAMP EYE「GOD MOUTH (GOD BIRD pt.2)」

MONEV MILS feat. K5R, TWINKLE, PRIMAL, 剣桃太郎, GOCCI, SUPERB, RINO LATINA II & D.O
違えんだよ 剣 桃太郎 feat. RINO LATINA II
- GAS CRAKERZ「SHIBUYA WALKMAN BLUES」(2002年6月12日)

M-8 魁〜餓狼の系譜〜 Feat.般若,剣 桃太郎
- 565 FAMILIA「GANGSTA BOOGIE」(2005年3月16日)

M-3 project565 Feat.剣 桃太郎,Mista Smith
M-5 God Father Feat.剣 桃太郎,KENTA 5 RAS,神
M-8 Halla Halla Feat.KENTA 5 RAS,剣 桃太郎
M-10 Illegal Traficking Feat.Mista Smith,剣 桃太郎,KENTA 5 RAS,D.O
M-14 極 Feat.般若,剣 桃太郎,Shinnosk8,KENTA 5 RAS
M-15 565Party Feat.D.O,KENTA 5 RAS,MASARU,DEN,Mista Smith,般若,剣 桃太郎
- 神「ザ・パンチ」(2005年11月2日)

M-17 HARD PUNCH YA Feat.剣 桃太郎
- 神　「メガトンパンチ」(2007年9月5日)

M-4 PUNCH LINE-BARBER KOIZUMI- Feat.剣 桃太郎
- ASHRA「ASHRA THE GHOST ONE」(2007年8月29日)

M-9 MONEY GAME Feat.剣 桃太郎,Mista Smith
他多数